# Chimila
I Chimila (o anche Caca Weranos) sono un gruppo etnico della Colombia, con una popolazione stimata di circa 2000 persone (censimento 1993). Questo gruppo etnico è per la maggior parte di fede animista e parla la lingua Chimila (codice ISO 639: CBG).
Vivono nella zona di Valle Magdalena e di Fundación.